# 慕安德烈
慕安得烈（英語： Andrew Murray，1828年5月9日—1917年1月18日），南非基督教牧师。
1828年5月9日，慕安得烈出生于南非的Graaff Reinet，他是荷兰改革宗教會传教士的后代，从苏格兰人迁居到南非。他有一个哥哥名叫John Murray。慕安得烈在荷兰的乌德勒支大学接受教育，1848年5月9日，荷兰改革宗教會的海牙委员会（Hague Committee）按立他为牧师。他在南非的布隆方丹、伍斯特、开普敦、惠灵顿担任牧师。1856年7月2日在开普敦和Emma Rutherford Murray 结婚。他们有8个子女长大成人（4个儿子和4个女儿）。他是1860年南非复兴运动的领袖。1917年1月18日去世，享年88岁。
共写了240册书籍，是一位多产的基督徒作家。内里生命派的代表人物之一。注重祷告、圣灵。开始在英国每年召集大会，即开西大会(Keswick Convention)的起头。

## 著作
- 《住在基督里》（Abide in Christ）
- 《基督的灵》
- 《至圣所》（The Holiest of All: An Exposition of the Epistle to the Hebrews ，1894）
- 《内在生活》
- 《谦卑》（Humility）
- 《交通的秘诀》
- 《寶血的功效》（The Power of the Blood of Christ）
- 《属天的医治》
- 《不祷告的罪》
- 《等候神》
- 《灵命的呼吸》
- 《新生命》
- 《在基督里的祷告学校》
- 《敬拜的秘诀》 （The Secret of Adoration）
- 《信心生活的秘诀》[1][2]